# 栃木県道203号日光停車場線

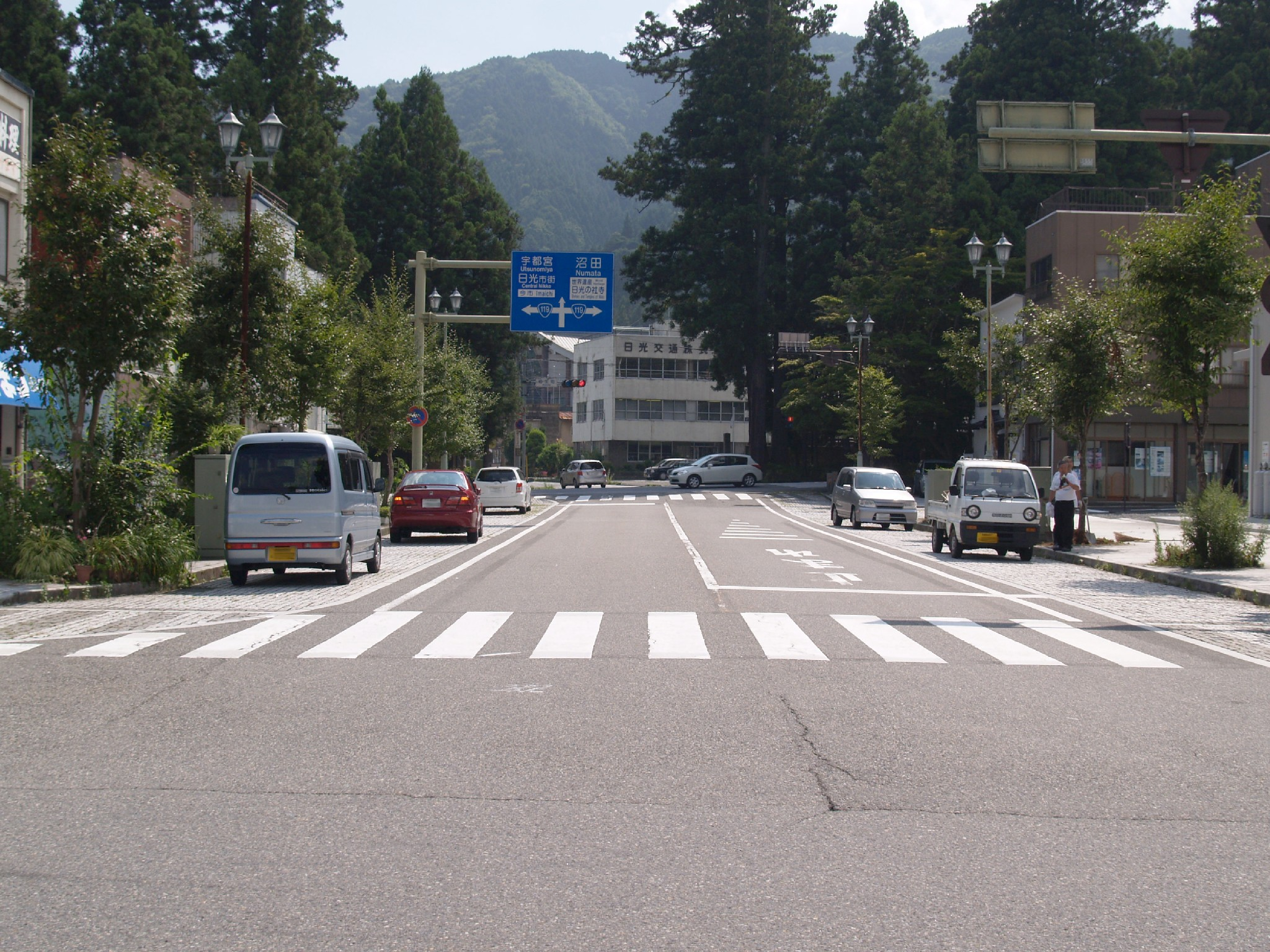
栃木県道203号日光停車場線（2010年8月）

栃木県道203号日光停車場線（とちぎけんどう203ごう にっこうていしゃじょうせん）は、栃木県日光市に位置する一般県道である。

## 概要
世界遺産「日光の社寺」を抱える日光市日光地区の玄関口、JR日光駅と日光街道(国道119号)を結ぶ道路である。短距離であるため県道標識は設置されておらず、青看板で路線が示されるのみである。
また、隣接する東武日光駅前のロータリーは市道となっており、県道には指定されていない。

## 路線データ
- 総延長：0.055km
- 実延長：0.055km
- 起点：栃木県日光市相生町（日光停車場）
- 終点：栃木県日光市相生町（相生町交差点＝国道119号交点）
- 認定：1961年（昭和36年）4月1日

## 歴史
- 1961年（昭和36年）4月1日 - 一般県道日光停車場線として認定。

## 地理

### 通過する自治体
- 日光市

### 交差する道路
- 国道119号（日光市相生町 相生町交差点＝終点)

## 沿線施設
- JR日光駅
- 日光警察署駅前交番